# Angofa
Angofa (románul: Angofa, németül: Ungefug) falu Maros megyében, Erdélyben. Közigazgatásilag Segesvárhoz tartozik.

## Fekvése
Segesvártól 6 km-re délre található.